# Ali Ghazal
Ali Ghazal (en árabe: علي غزال) (Asuán, Egipto, 1 de febrero de 1992) es un futbolista egipcio. Juega de centrocampista y su equipo actual es el Smouha S. C. de la Premier League de Egipto.

## Selección nacional
Ha sido internacional con la selección de Egipto en 11 ocasiones.

## Clubes
| Club                      | País     | Año       |
| ------------------------- | -------- | --------- |
| C. D. Nacional            | Portugal | 2013-2017 |
| Guizhou Hengfeng          | China    | 2017      |
| Vancouver Whitecaps F. C. | Canadá   | 2017-2018 |
| C. D. Feirense            | Portugal | 2019      |
| AE Larissa                | Grecia   | 2020      |
| Smouha S. C.              | Egipto   | 2020-     |